# Умалатов, Адам
Адам Умалатов, он же «Тегеран», «амир Адам» (27 августа 1975, Хаттуни, Веденский район, Чечено-Ингушская ССР — 5 ноября 2001, Чеченская Республика) — бригадный генерал ВС ЧРИ, активный участник Первой и Второй российско-чеченских войн и вторжения чеченских моджахедов в Дагестан в 1999 году. Заместитель амира исламского батальона (1994—1995), амир исламского батальона (1996), военный амир Исламской бригады «Джундуллах» (1998—2001). Возглавлял Шалинское направление ВС ЧРИ. Отвечал за разведывательно-диверсионную работу в штабе Шамиля Басаева.

## Биография
Адам Умалатов родился 27 августа 1975 года в селе Хаттуни Веденского района Чечено-Ингушской ССР. По национальности чеченец.
Активный участник вооружённых конфликтов на Кавказе.
Носил звание бригадного генерала вооружённых сил ЧРИ. Известен под псевдонимами «Тегеран» и «амир Адам».
В 1992—1993 годах Умалатов вместе с другом детства Шамилем Басаевым отправился воевать на грузино-абхазскую войну в составе конфедерации горских народов Кавказа.
Вернувшись домой с Абхазии, Адам Умалатов принял активное участие в первой чеченской войне 1994—1996 годов.

Умалатов и Р. Ахмадов во время первой чеченской войны

С 1994 по 1995 год занимал должность заместителя командира Исламского батальона.
Ближе к концу первой чеченской войны в 1996 году возглавил Исламский батальон, являлся участником боёв за Грозный и самых крупных боевых операций чеченских сепаратистов против российских войск в Чечне.
В 1998 году после окончания первой чеченской войны Умалатов возглавил Исламскую бригаду Джундуллах.
В 1999 году Умалатов со своим отрядом «Исламская бригада Джундуллах» принимал активное участие во вторжении чеченских моджахедов в Дагестан.
Во время Второй чеченской войны командовал Шалинским направлением ВС ЧРИ.
Российские власти обвиняли его в диверсиях и террористических нападениях на военнослужащих и полицейских на Северном Кавказе, а также в торговле заложниками.
Убит в период второй чеченской войны 5 ноября 2001 года. После его смерти известный командир Супьян Абдуллаев занял должность военного амира Исламской бригады «Джундуллах».

## Награды
Посмертно награждён высшей государственной наградой Чеченской Республики Ичкерия — орденом: «Честь нации».

## Книги
- Александр Афанасьев. Меч Господа нашего – 4. Тьма под солнцем. Продолжение серии романов «Третья мировая война». — Litres, 2021-07-16. — 604 с. — ISBN 978-5-04-357400-8.
- Юрий Николаевич Ансимов, Владимир Николаевич Алтунин. Антитеррористическая деятельность и борьба с экстремизмом: опыт, организация, правовая основа. — Качество, 2003. — 492 с. — ISBN 978-5-901701-37-9.